# Alexandru Szabo
Alexandru Szabo (Brașov, 20 gennaio 1937) è un ex pallanuotista rumeno.
Ha fatto parte del Romania che ha partecipato al torneo di pallanuoto ai Giochi di Melbourne 1956, di Roma 1960 e di Tokyo 1964.
Nel 1965, ha vinto 1 bronzo alle Universiadi.
È stato il marito della schermitrice olimpionica Olga Orban-Szabo.